# Nok Ak
Nok Ak, es una pequeña localidad del estado de Yucatán, México, que se estableció en torno a una vieja hacienda henequera, en el territorio del municipio de Baca ubicada al norte de Baca, la cabecera municipal.

## Toponimia
El nombre (Nok Ak) proviene del idioma maya.

## Demografía
Según el censo de 2005 realizado por el INEGI, la población de la localidad era de 5 habitantes.
| 5                           |
| (Fuente: INEGI [Consultar]) |

## Galería

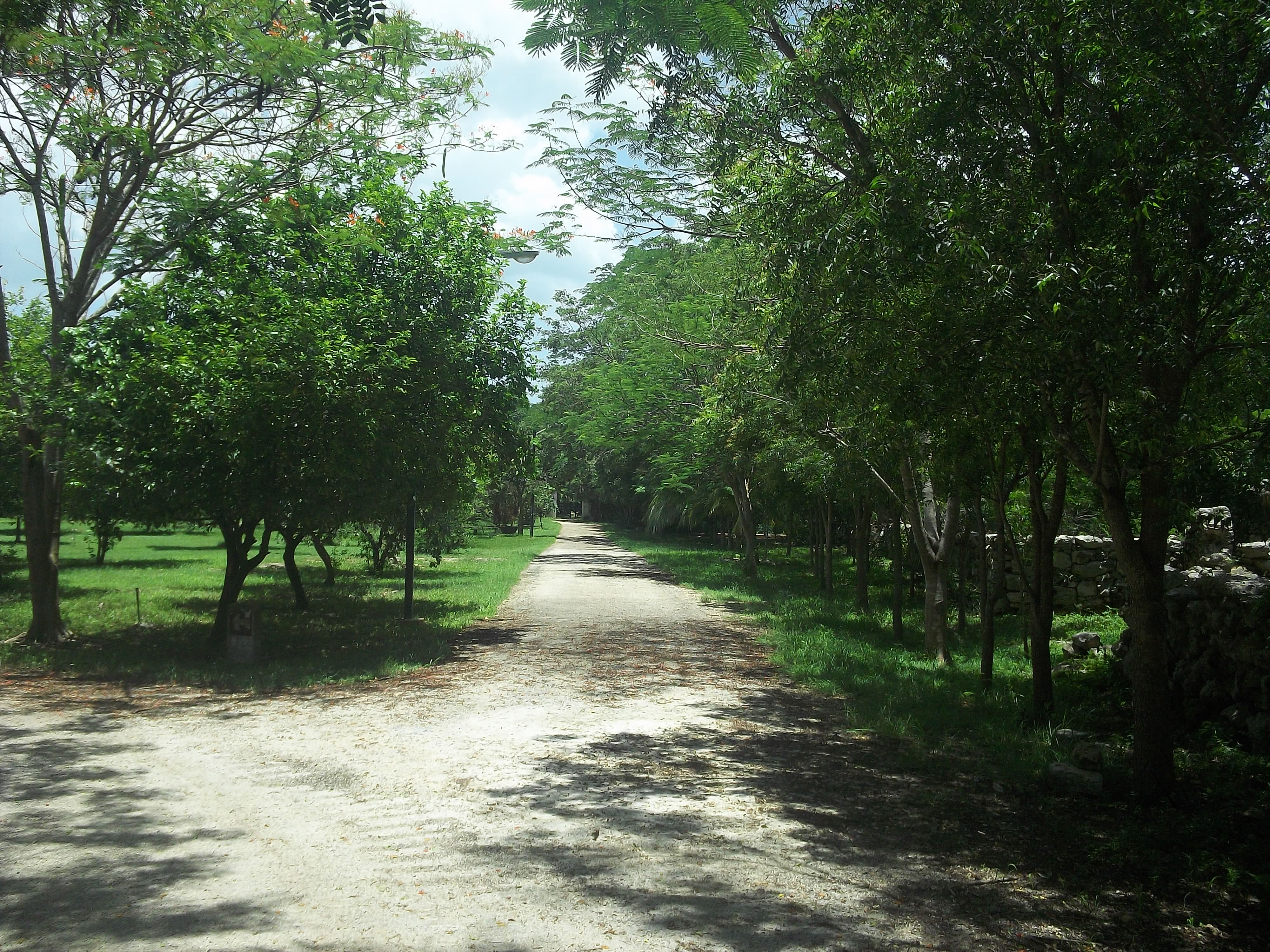
Entrada de la hacienda Nok Ak.
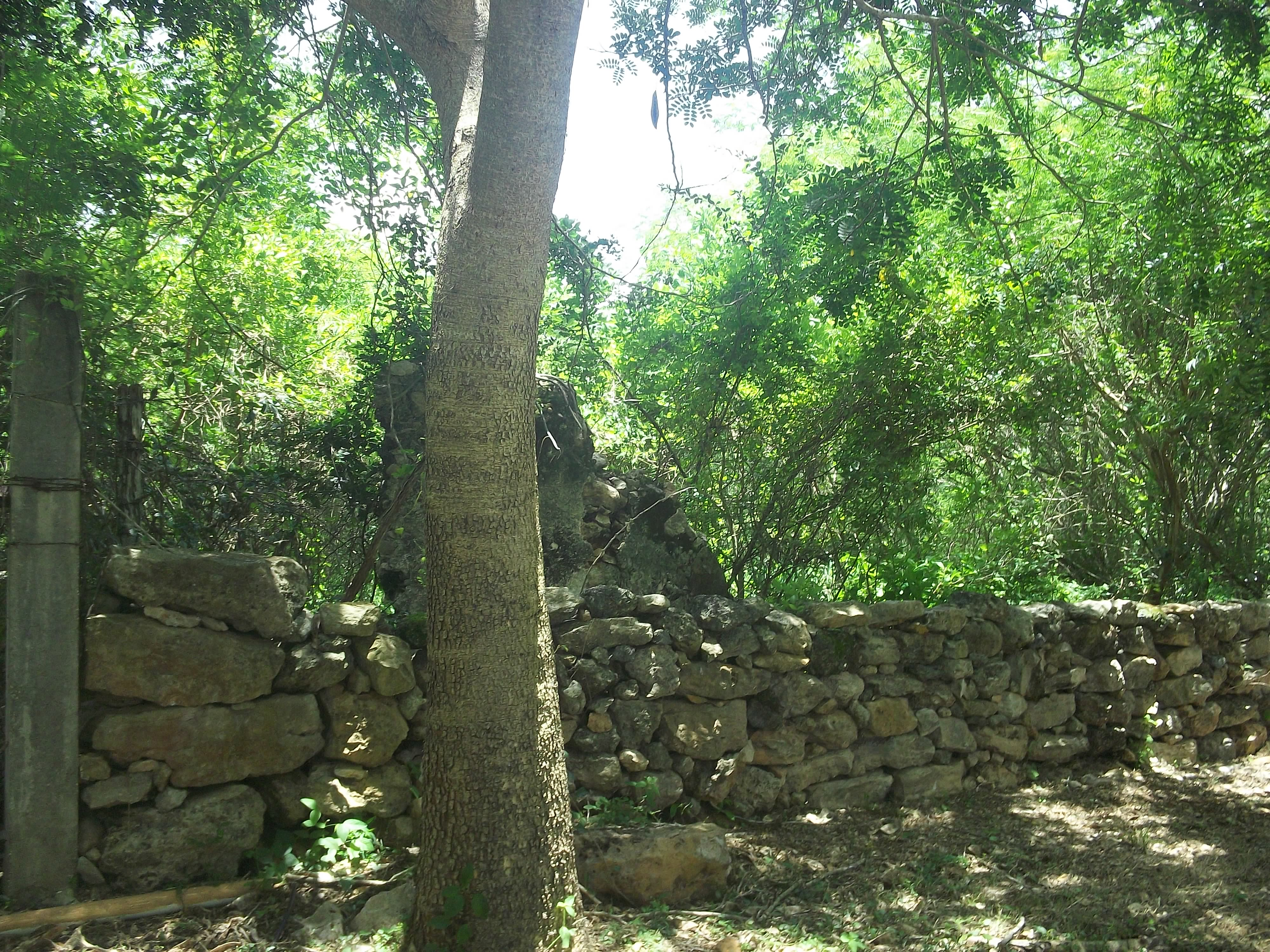
Vista de la hacienda Nok Ak.